# José Ángel Gómez Marchante

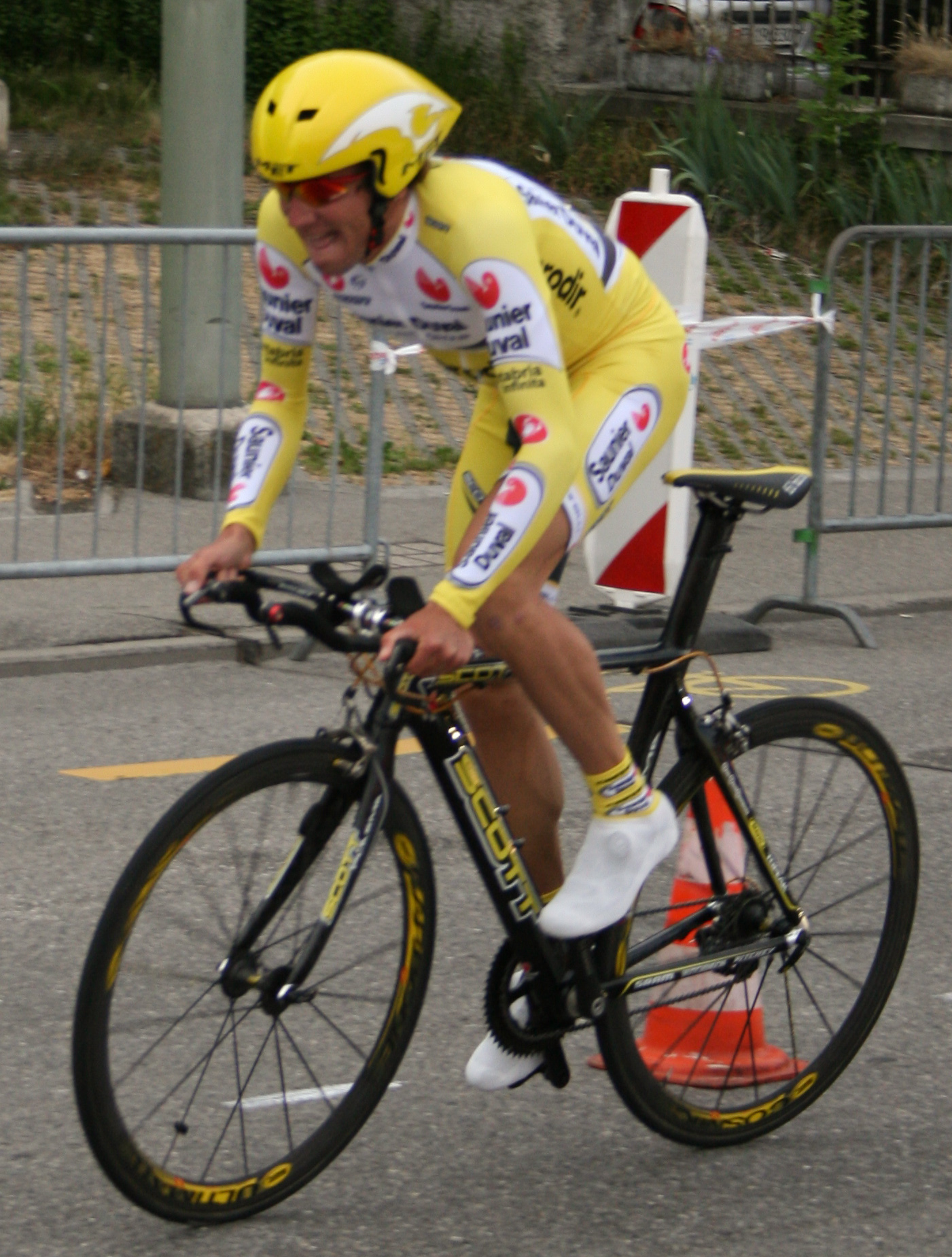
José Ángel Gómez Marchante 2007 bei der Tour de Romandie

José Ángel Gómez Marchante (* 30. Mai 1980 in Alcobendas, Region Madrid) ist ein ehemaliger spanischer Radrennfahrer.

## Karriere
José Ángel Gómez Marchante begann seine Profikarriere 2004 bei dem kleinen spanischen Team Costa de Almería-Paternina. Seinen ersten Sieg feierte er auf der zweiten Etappe des GP CTT Correios de Portugal. 2005 wechselte er zum ProTeam. Saunier Duval. Bei Paris-Nizza wurde er 2005 Neunter der Gesamtwertung und Dritter der Nachwuchswertung. Die Tour de France musste er vorzeitig aufgeben. Seinen größten Erfolg sicherte er sich 2006 bei der Baskenland-Rundfahrt. Nachdem er das abschließende Zeitfahren für sich entschied, kletterte er vom achten auf den ersten Platz in der Gesamtwertung.
Im Jahr 2011 beendete Gómez seine Karriere als Radrennfahrer.

## Erfolge
2004
- eine Etappe Grande Prémio CTT Correios de Portugal

2006
- Gesamtwertung und eine Etappe Baskenland-Rundfahrt

2007
- Subida Urkiola

## Teams
- 2004 Costa de Almería-Paternina
- 2005 Saunier Duval-Prodir
- 2006 Saunier Duval-Prodir
- 2007 Saunier Duval-Prodir
- 2008 Saunier Duval-Scott / Scott-American Beef
- 2009 Cervélo TestTeam
- 2010 Andalucía-Cajasur